# 君の顔では泣けない
『君の顔では泣けない』（きみのかおではなけない）は、君嶋彼方による小説で、デビュー作となる。
第12回野性時代新人賞受賞作『水平線は回転する』を改題し、加筆修正の上、2021年9月にKADOKAWAから単行本が刊行された。
さらに、KADOKAWA文芸WEBマガジン「カドブン」にて2021年12月に掲載された短編「アナザーストーリー【Side M】」を加えて、2024年6月に文庫版が刊行された。
ある日突然、高校1年の男子・陸は同級生の女子・まなみと体が入れ替わってしまい、その後15年間、30歳に至るまで戸惑いながらも、まなみは陸として男性の人生を、陸はまなみとして女性の人生を歩んでいく姿が陸の視点で描かれる。
2025年11月14日に映画版が公開予定。

## あらすじ
高校1年生の坂平陸は、水泳の授業でプールサイドにいた時に友人の田崎から冗談で肩を小突かれ、隣にいた水村まなみと一緒にプールに落ちる。その翌日、目覚めるとまなみと体が入れ替わっていた。ふたりとも戸惑い、元に戻ろうとしてあらゆることを試したが、何の効果もなかった。やむを得ず、互いを演じ抜くために、必死に家族や友人、部活などの情報交換をする。
「まなみとなった陸」は、慣れない女性の体で性差を意識しながら、まなみの人生を背負い女性として生きることになる。だが、まなみの家族との距離感に戸惑い、話したこともなかった彼女の友人たちとはうまくいかず、やがて関係を悪くしてしまう。「陸となったまなみ」も苦労しながらも、器用に陸を演じていくが、ソフトテニス部の顧問の磯矢から「まなみとなった陸」が指導に名を借りた執拗なセクハラを受ける姿を目にして磯矢に殴りかかるという騒ぎを起こしてしまう。
「まなみとなった陸」は、元に戻れることを諦めたわけではないが、まなみとして高校を卒業し「陸となったまなみ」とともに上京し、大学生活を送る。そして卒業後に就職した印刷会社の同僚の涼と職場結婚、妊娠、出産とまなみとして、様々な人生の転機を迎えていく。

## 登場人物

### 主要人物
坂平陸（さかひら りく）
高校1年生。サッカー部。まなみと体が入れ替わり、以後は元に戻ることなく、まなみとして生きていく。
東京の大学に進学し、映画研究会に入り、近くのファミレスでバイトしていた。
就職は印刷会社の経理で夫・涼は会社の同僚（部署は別）。結婚後の姓は蓮見。
水村まなみ（みずむら まなみ）
陸のクラスメイト。ソフトテニス部。高校時代の彼氏は別の高校3年生の月乃。
陸と体が入れ替わり、陸として生きていく。上京し、陸とは別の大学に進学する。
就職は雑誌の編集。陸と離れた場所で生活するようになってからも毎年7月に会っている。

### 陸の家族・関係者
坂平禄（さかひら ろく）
陸の仲の良い2歳下の弟。磯矢に暴行されていた「まなみとなった陸」を偶然見かけて助けている。
陸と禄の母
昔はとても優しく穏やかだったが、夫のリストラ後はパート勤務をしており、少しずつ険しい顔をするようになる。
「まなみとなった陸」に対しては敵視しているのか冷たい態度をとる。
陸と禄の父
会社をリストラされ、工場で働いている。家庭では空気みたいな存在。
「陸となったまなみ」から心筋梗塞で救急搬送されるが急逝してしまったと連絡を受ける。
田崎淳一（たざき じゅんいち）
陸のクラスメイトで友人。水泳の授業中、冗談で坂平の肩を小突いたせいで、坂平と水村がプールに落ちる。
このことが陸とまなみの入れ替わりの原因となっているらしい。卒業後は家業の酒屋を切り盛り。「まなみとなった陸」の初体験の相手となる。
飯田（いいだ）
陸のクラスメイトで友人。よく田崎と一緒にいる。
蓮見涼（はすみ りょう）
「まなみとなった陸」の夫。会社の同僚。第一印象は「熊みたいな人」。体は大きいが、穏やかで笑みを絶やさない。
経理所属の「まなみとなった陸」が失くした手形を見つけてくれたことが付き合うきっかけとなっている。
蓮見まどか（はすみ まどか）
「まなみとなった陸」と涼の娘。

### まなみの家族・関係者
まなみの母
まなみとはあまり似ていない。まなみによると、普段は優しいが、怒るととても怖いとのこと。
磯矢のセクハラから娘を守ってくれたお礼に、陸の自宅を娘とともに訪れている。
まなみの父
四角い顔で厳つい風貌をしている。普段は無口。お酒が入ると饒舌になる。近所の将棋会に良く出かける。
笹垣桜（ささがき さくら）、高見（たかみ）
まなみのクラスメイトの女子。仲の良い友人。まなみのことは「みっちゃん」と呼んでいる。
「まなみとなった陸」が上手く話せなかったこと、田崎と親しくしていたことなどから関係を悪くしてしまっている。
磯矢（いそや）
ソフトテニス部顧問。20代半ばで学校では最年少のイケメン教師。部活の指導時、女子の体に異様に触れるなどセクハラ行為が目立つ。
部活で「まなみとなった陸」にセクハラをするのを見かけ、耐えきれなくなった「陸となったまなみ」から殴られている。
月乃（つきの）
まなみの彼氏。2歳上。付き合って3ヶ月。映画好きでデートは映画館ばかり。
「まなみとなった陸」と別れるが、その後結婚して子供もいるらしい。
瑞穂（みずほ）
「陸となったまなみ」の彼女。大学の同級生で付き合って8年ほどになる。セフレ的な関係。「アナザーストーリー【Side M】」に登場。

## 書誌情報
- 君嶋彼方（著）・古塔つみ（イラスト）『君の顔では泣けない』（2021年9月24日発売[1]、KADOKAWA〈単行本〉、ISBN 978-4-04-111796-5）
- 君嶋彼方（著）・ありあ（カバー写真）『君の顔では泣けない』（2024年6月13日発売[3]、角川文庫、ISBN 978-4-04-114857-0）

## 映画
2025年11月14日に公開予定。監督・脚本は坂下雄一郎、主演は芳根京子。

### キャスト

#### 主要人物
坂平陸（さかひら りく）
演 - 芳根京子（高校生時代〈15歳時〉：西川愛莉）
元は高校1年生の男子。同級生の女子・まなみと心と体が入れ替わってしまう。
元に戻る方法を見つけられず、戸惑いながらも女性として過ごして30歳になる。
水村まなみ（みずむら まなみ）
演 - 髙橋海人（King & Prince）（高校生時代〈15歳時〉：武市尚士）
元は高校1年生の女子。陸と心と体が入れ替わってしまい、男性としてそつなく15年間過ごす。
30歳になった夏に元に戻れるかもしれないという方法を見つけて陸（元のまなみ）に告げる。

#### 周辺人物
田崎淳一（たざき じゅんいち）
演 - 中沢元紀
入れ替わる前からの陸の親友。物語のキーパーソン。
蓮見涼（はすみ りょう）
演 - 前原滉
まなみの結婚相手。
坂平禄（さかひら ろく）
演 - 林裕太
陸の弟。
水村渚
演 - 大塚寧々
まなみの母。
水村治
演 - 赤堀雅秋
まなみの父。
坂平葉月
演 - 片岡礼子
陸と禄の母。
坂平春樹
演 - 山中崇
陸と禄の父。

#### その他
- 石川瑠華[17]、前野朋哉[17]、ふせえり[17]

### スタッフ
- 原作 - 君嶋彼方『君の顔では泣けない』（角川文庫 / KADOKAWA刊）
- 監督・脚本 - 坂下雄一郎
- 音楽 - Inyoung Park[18]
- プロデューサー - 小西啓介[12]
- 助成 -　文化庁文化芸術振興費補助金（日本映画製作支援事業）独立行政法人日本芸術文化振興会
- 製作幹事・配給 - ハピネットファントム・スタジオ[18]
- 製作 -「君の顔では泣けない」製作委員会[18]